# Fernando Martínez (calciatore 1977)
Fernando Rafael Martínez Silva, detto Chito (Puerto Ordaz, 8 giugno 1977), è un ex calciatore venezuelano, di ruolo attaccante.

## Carriera

### Club
Ha giocato per tutta la sua carriera in patria, in diverse squadre venezuelane, eccezion fatta per due brevi parentesi in Europa. La prima è stata nel 2002 in Italia, quando ha giocato in prestito all'Arezzo nella seconda parte della Serie C1 2001-2002, mentre la seconda è stata nel 2003 in Russia, quando ha militato nell'Uralan nella seconda parte di stagione della Prem'er-Liga 2003.

### Nazionale
Conta 6 presenze ed 1 gol con la nazionale maggiore venezuelana.

## Statistiche

### Cronologia presenze e reti in nazionale
| Cronologia completa delle presenze e delle reti in nazionale ― Venezuela | Cronologia completa delle presenze e delle reti in nazionale ― Venezuela | Cronologia completa delle presenze e delle reti in nazionale ― Venezuela | Cronologia completa delle presenze e delle reti in nazionale ― Venezuela | Cronologia completa delle presenze e delle reti in nazionale ― Venezuela | Cronologia completa delle presenze e delle reti in nazionale ― Venezuela | Cronologia completa delle presenze e delle reti in nazionale ― Venezuela | Cronologia completa delle presenze e delle reti in nazionale ― Venezuela |
| Data                                                                     | Città                                                                    | In casa                                                                  | Risultato                                                                | Ospiti                                                                   | Competizione                                                             | Reti                                                                     | Note                                                                     |
| ------------------------------------------------------------------------ | ------------------------------------------------------------------------ | ------------------------------------------------------------------------ | ------------------------------------------------------------------------ | ------------------------------------------------------------------------ | ------------------------------------------------------------------------ | ------------------------------------------------------------------------ | ------------------------------------------------------------------------ |
| 27-1-1999                                                                | Caracas                                                                  | Venezuela                                                                | 1 – 1                                                                    | Danimarca                                                                | Amichevole                                                               | -                                                                        |                                                                          |
| 3-2-1999                                                                 | Maracaibo                                                                | Venezuela                                                                | 0 – 2                                                                    | Argentina                                                                | Amichevole                                                               | -                                                                        |                                                                          |
| 28-9-1999                                                                | Port-au-Prince                                                           | Haiti                                                                    | 3 – 2                                                                    | Venezuela                                                                | Amichevole                                                               | 1                                                                        |                                                                          |
| 16-3-2000                                                                | Maracaibo                                                                | Venezuela                                                                | 0 – 0                                                                    | Bolivia                                                                  | Amichevole                                                               | -                                                                        | 46’                                                                      |
| 22-3-2000                                                                | Villahermosa                                                             | Messico                                                                  | 1 – 0                                                                    | Venezuela                                                                | Amichevole                                                               | -                                                                        | 44’                                                                      |
| 26-4-2000                                                                | Maracaibo                                                                | Venezuela                                                                | 0 – 4                                                                    | Argentina                                                                | Qual. Mondiali 2002                                                      | -                                                                        | 71’                                                                      |
| Totale                                                                   |                                                                          | Presenze                                                                 | 6                                                                        |                                                                          | Reti                                                                     | 1                                                                        |                                                                          |